# 邦库尔 (加来海峡省)
邦库尔（法語：Bancourt，法語發音：[bɑ̃kuʁ]）是法国上法蘭西大區加来海峡省的一个市镇，属于阿拉斯区。

## 地理
邦库尔（50°6'3"N, 2°53'17"E）面积4.54 平方千米，位于法国上法蘭西大區加来海峡省，该省份为法国北部沿海省份，西北濒北海，南至索姆省，东临北部省。
与邦库尔接壤的市镇（或旧市镇、城区）包括：伯尼亚特尔、里安库尔莱巴波姆、维莱欧弗洛、巴波姆、法夫勒伊、弗雷米库尔、阿普兰库尔。

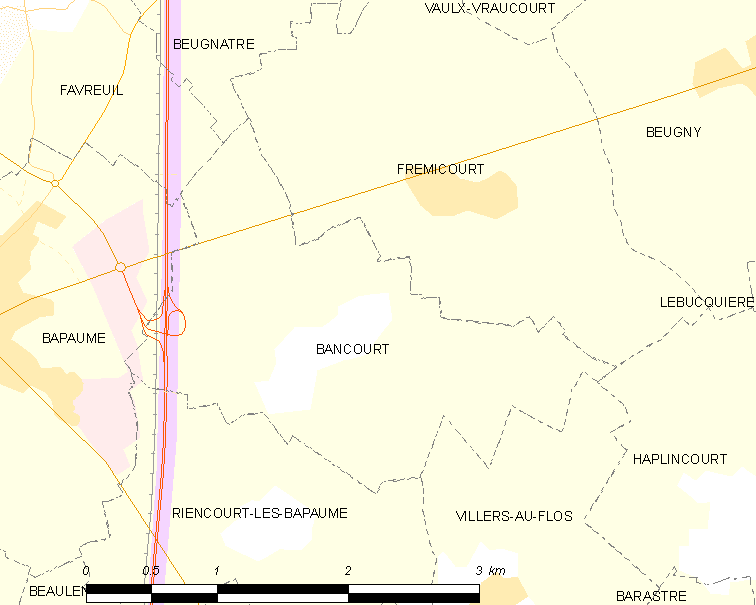
的OSM定位图

邦库尔的时区为UTC+01:00、UTC+02:00（夏令时）。

## 行政
邦库尔的邮政编码为62450，INSEE市镇编码为62079。

## 政治
邦库尔所属的省级选区为巴波姆县。

## 人口

1962-2008年间人口变化图示

邦库尔于2022年1月1日时的人口数量为84人。